# 알렉산드라 쿠퍼
알렉산드라 쿠퍼(Alexandra Cooper, 1994년 8월 21일 ~ )는 미국의 팟캐스터이다. 팟캐스트 방송 《Call Her Daddy》의 호스트이자 공동 기획자로서 이름을 알렸다.